# Daniel Goldhaber
Daniel Goldhaber es un director, guionista y productor estadounidense. En 2018 dirigió Cam, una película de terror psicológico ambientada en el mundo de la pornografía webcam. En 2022, coescribió, dirigió y produjo la película de suspenso How to Blow Up a Pipeline, basada en el libro del mismo nombre de Andreas Malm.

## Carrera
Goldhaber creció en una familia judía y asistió a la Universidad de Harvard, donde cursó el programa de cine de Estudios Visuales y Medioambientales. Durante sus estudios universitarios, escribió, produjo y dirigió el cortometraje de 2013 Bad Kid, que fue seleccionado como cortometraje del mes por Cinephilia y Beyond. También trabajó como ayudante de montaje en Persiguiendo el hielo, el documental sobre el Extreme Ice Survey nominado al Oscar.
El primer largometraje de Goldhaber fue la película de terror de 2018 Cam, una película original de Netflix producida por Blumhouse Productions, protagonizada por Madeline Brewer.
En 2022, escribió, produjo y dirigió How to Blow Up a Pipeline, una adaptación del libro de Andreas Malm de 2021 del mismo nombre. La película se estrenó en el programa Platform Prize del Festival Internacional de Cine de Toronto de 2022 y NEON la estrenará en cines en 2023. Está protagonizada por Ariela Barer, Kristine Froseth, Lukas Gage, Forrest Goodluck, Sasha Lane, Jayme Lawson, Marcus Scribner, Jake Weary e Irene Bedard.

## Filmografía

### Director
- Cam (2018)
- How to Blow Up a Pipeline (2022)